# Alexej Kusák
Alexej Kusák (17. února 1929 Praha – 17. ledna 2017 Praha) byl československý redaktor, publicista a přispěvatel do literárních a výtvarných časopisů. Byl redaktorem časopisů Květy, Kultura, Student Výtvarné práce.
Vystudoval estetiku a dějiny umění na FF UK. Poté působil jako redaktor časopisů Středoškolák, Květy, Československý voják, Kultura, Výtvarná práce. V letech 1964-1967 vedl s Vladimírem Justlem literární kavárnu Viola. V letech 1965 až 1968 byl kurátorem Galerie bratří Čapků. V roce 1963 patřil k hlavním iniciátorům kafkovské konference v Liblicích.
Od července 1968 se stal šéfredaktorem časopisu Student, který mezi jiným publikoval texty donedávna vězněných a stále ještě zakázaných spisovatelů. Tyto texty měly připomínat české a slovenské politiky v exilu. V červenci 1968 zorganizoval návštěvu redaktorů Studenta v sídle Svobodné Evropy v Mnichově. První díl reportáže byl ještě vydán, vydání dalších dílů plánovaného seriálu již sama redakce po tlaku zvenčí zastavila.
Byl synovcem Alexeje Čepičky a původně komunista. Před emigrací žil s Věrou Jirousovou.
Po invazi vojsk Varšavské smlouvy emigroval do NSR. Působil zde jako vědecký pracovník mnichovské univerzity, redaktor hamburského časopisu Art a kurátor soukromých galerií.
V roce 1978 se v emigraci stal agentem StB, se kterou ukončil spolupráci v roce 1990.

## Napsané knihy
- Láska i nenávist (1954)
- Plamen (o Juliu Fučíkovi v letech 1940–1942; 1956)
- Knížka o vkusu (1959)
- O užitém umění (1960)
- Země kolem nás (1961)
- Jak zpívá racek (1962)
- Milenec života (1962)
- George Grosz (1965)
- O zuřivém reportéru E. E. Kischovi (1965)
- Stalin – horor XX. století (1991)
- Kultura a politika v Československu 1945–1956 (1998)
- Tance kolem Kafky (2003)